# Викулов Александр
Александр Викулов (16 октября 1971 года, Владимир, Владимирская область, Россия) - российский кикбоксер-профессионал.

## Карьера
Александр является: мастером спорта по кикбоксингу, 5 кратный чемпион мира по кикбоксингу, обладателем кубка мира по кикбоксингу, 2-х кратным чемпионом Европы по кикбоксингу. 11 кратным чемпион России по кикбоксингу, 3-х кратным чемпионом российской профессиональной лиги КИТЭК, интерконтинентальный чемпионом мира по кикбоксингу по версии WPKA.
6 мая 2005 года провёл поединок в Ростове с местным спортсменом Арчелом Абубашви, поединок закончился ничьей.
Летом 2005 года должен был состояться реванш.

С 23 по 27 мая в Самаре проходил чемпионат России по кикбоксингу, в котором принял участие Викулов, он одержал три победы и вышел в финал, но проиграл.